# عملية إعادة الأمل
عملية إعادة الأمل هي عملية عسكرية من العمليات العسكرية ضد الحوثيين، أُعلن عنها في 21 أبريل 2015، وذلك بعد أن أعلنت قيادة التحالف عن انتهاء عملية «عاصفة الحزم» في اليمن، حينما أعلنت وزارة الدفاع السعودية تدمير الصواريخ البالستية والأسلحة الثقيلة التي تشكل تهديدًا لأمن السعودية والدول المجاورة، والتي كانت بحوزة ميليشيا الحوثيين والقوات الموالية لصالح.

## أهداف العملية
بحسب بيان المستشار العسكري لوزير الدفاع السعودي والناطق الرسمي باسم عملية عاصفة الحزم وإعادة الأمل العميد الركن أحمد عسيري تهدف عملية إعادة الأمل في اليمن إلى:
1. استئناف العملية السياسية وفق قرار مجلس الأمن الدولي رقم 2216 والمبادرة الخليجية ومخرجات مؤتمر الحوار اليمني.
2. استمرار حماية الشعب اليمني من الحوثيين، أو في حال قيامهم بأعمال مماثلة لما قاموا به قبل عملية عاصفة الحزم، ومكافحة الإرهاب.
3. تيسير إجلاء الرعايا الأجانب من اليمن.
4. تكثيف المساعدة الإغاثية والطبية للشعب اليمني في المناطق المتضررة.
5. إفساح المجال للجهود الدولية لتقديم المساعدات الإنسانية.
6. التصدي للتحركات والعمليات العسكرية للميليشيات الحوثية الموالية لإيران ومن تحالف معها، ومنعها من التحرك داخل اليمن، أو محاولة التغيير على أرض الواقع، وعدم تمكينها من استخدام الأسلحة المنهوبة من المعسكرات أو المهربة من الخارج.
7. استمرار فرض الحظر الجوي والبري والبحري والقيام بأعمال التفتيش لمنع تسليح الحوثيين تنفيذًا لقرار الأمم المتحدة.[28]

## العمليات

### الضربات الجوية
في 22 أبريل استمرت الغارات الجوية ضد أهداف الحوثيين في تعز، حيث تم ضرب معسكر للجيش بعد فترة وجيزة خرج من سيطرة مسلحي الحوثيين عليه، وفي عدن استهدفت غارة جوية دبابات للحوثيون في مناطق الاشتباكات، فيما لا يزال الحوثيون يعملون على السيطرة في الحديدة وإب. وأعلن ناطق بأسم الحوثيون استعداد جماعته للدخول في مفاوضات سلام شرط الوقف الكامل للهجمات العسكرية.
وفي 23 أبريل، قتلت الغارات الجوية 23 على الأقل من الحوثيون في جنوب مدينة الضالع.
في 26 أبريل، استهدفت الغارات الجوية بعد منتصف الليل مواقع الحوثيين والقوات المؤيدة لصالح داخل وحول صنعاء وعدن ومحافظتي مأرب والضالع، لدعم مقاتلي المقاومة الشعبية ضد الحوثيين في المواقع الثلاثة الأخيرة، وأسفرت عن مقتل أكثر من 90 شخصاً.
في 28 أبريل، قصف طيران التحالف مدرج مطار صنعاء الدولي لمنع طائرة إيرانية من الهبوط فيه. وقالت طهران أن الطائرة تابعة للهلال الأحمر.
بين عشية وضحاها في 29 و30 أبريل، أسقط طيران التحالف أسلحة في تعز لدعم المقاتلين ضد الحوثيين. وفي وقت لاحق من نفس اليوم أعلن الحوثيين مقتل جندي في البيضاء (اليمن) بسبب غارة جوية على مركز للشرطة المحلية.
في 30 أبريل أستهدفت الضربات الجوية خمس محافظات. وضربت غارات جوية على مطار صنعاء الدولي. وقتل جندي يمني وأصيب 6 آخرين في غارات جوية مكثفة على منطقة آل عمار في مديرية الصفراء، وأفادت أنباء عن عدة غارات جوية أستهدفت المزارع والمنازل في مديرية سحار بمحافظة صعدة.

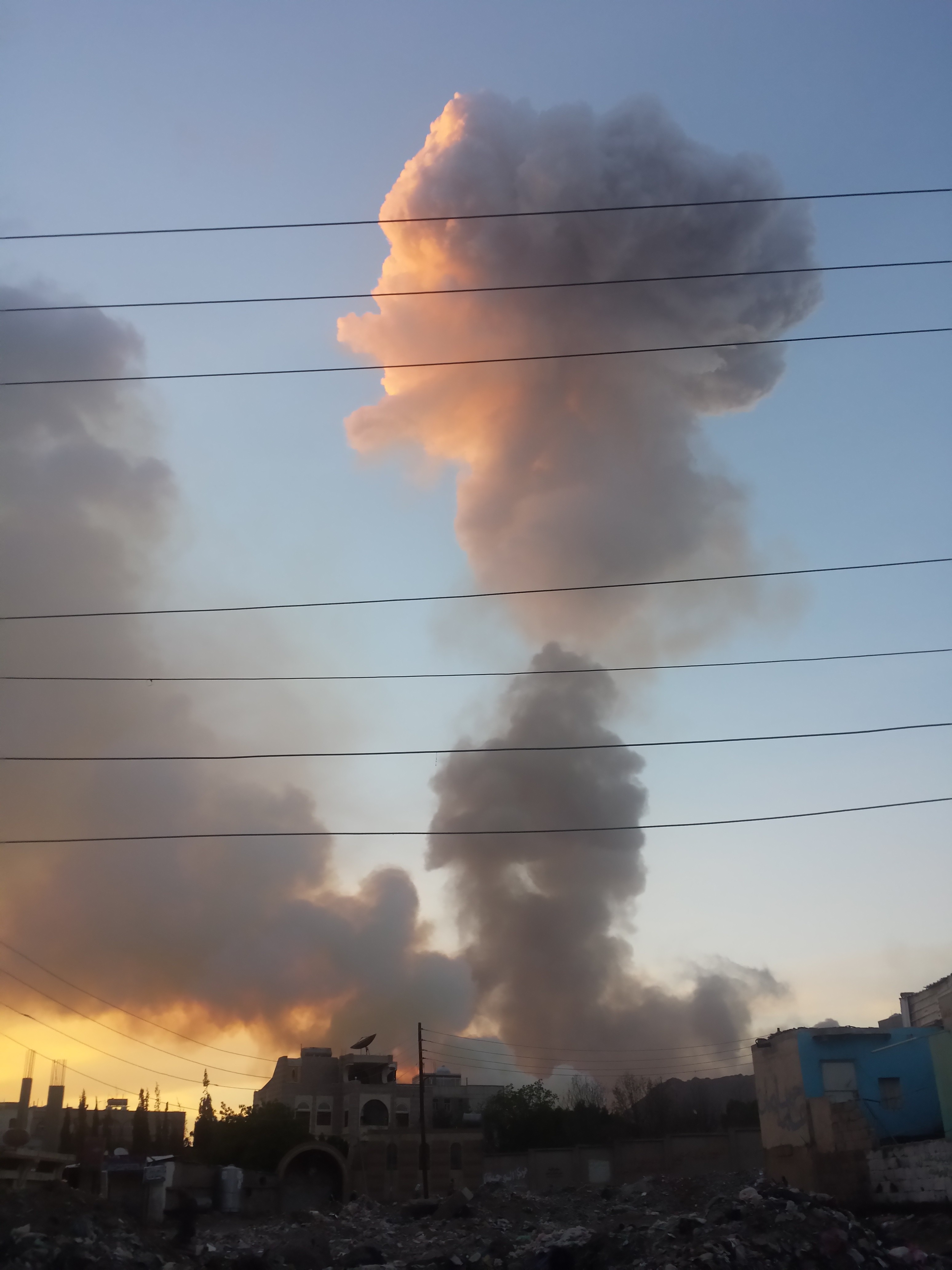
غارة جوية على مخازن الصواريخ والأسلحة في جبل نقم شرق صنعاء 11 مايو 2015.

في أوائل شهر مايو اتهمت هيومن رايتس ووتش السعودية باستخدام قنابل عنقودية في اليمن، وأعترف الجيش السعودي باستخدام صمامات تفجير استشعارية من نوع (بالإنجليزية: CBU-97) ولكنه أفاد بأنه أستخدمها ضد العربات المدرعة وليس في الأحياء السكانية.
في 6 مايو، استهدفت الغارات الجوية مركز تدريب للجيش في محافظة ذمار، مما ألحق أضراراً بالمنازل المجاورة.
في 8 مايو، أستهدفت الغارات الجوية مطار صنعاء الدولي بعد يوم واحد من إعلان الهيئة العامة للطيران المدني أنه تم إعادة ترميم المطار لاستقبال المساعدات الإنسانية والإغاثية.
أعلنت حكومة المغرب في 10 مايو فقدان إحدى طائراتها المشاركة في الغارات الجوية من نوع إف 16 مع قائدها. وبث التلفزيون اليمني تقرير يظهر حطام الطائرة التي تم إسقاطها في محافظة صعدة شمال اليمن.
في 11 مايو، سقط 69 قتيلاً على الأقل وأصيب نحو 250 آخرين،  في غارات جوية أستهدفت مخازن الأسلحة في جبل نقم شرق صنعاء، وصفت بأنها الأعنف منذ بداية التدخل العسكري في اليمن في 26 مارس الماضي، وتصاعدت النيران في السماء لمئات الأمتار، واستمرت الانفجارات في مخازن الأسلحة لأكثر من ساعة، وتطايرت العديد من الصواريخ من المخازن إلى أحياء سكنية متفرقة في صنعاء. وأدت الانفجارات إلى تدمير عشرات المنازل الواقعة في محيط جبل نقم بشكل كامل، وأخرى بشكل جزئي، وألحقت أضراراً بالغة في مستشفى الثورة بصنعاء.
في 12 مايو لعام 2015م، الساعة الحادية عشرة مساءً بتوقيت صنعاء أُعلن عن بدء سريان هدنة إنسانية أعلنها تحالف إعادة الأمل ووافقت عليها جميع الأطراف بما فيهم مليشيا الحوثي  وفي نفس اليوم أكد تحالف إعادة الأمل أن مليشيا الحوثي وقوات الرئيس السابق علي عبد الله صالح قد خرقت الهدنة بقصفها جازان ونجران الحدوديتين وقصف عشوائي على المدنيين في المدن اليمنية من أجل التقدم  وقد أكد التحالف سيطرة الحوثين على لودر في وقت أخر.
في 18 مايو إنتهت الهدنة الإنسانية وأعلن التحالف عن خروقات كبيرة حصلت خلال الهدنة من الجانب الحوثي مما أدء إلى عدم تمديد الهدنة الإنسانية
وعدم تحقيق الهدنة الإنسانية لأهدافها.

### الاشتباكات في الحدود
أعلنت الحكومة السعودية وصول وحدات للحرس الوطني مدينة نجران في 26 أبريل بالقرب من الحدود مع اليمن. وفي نفس اليوم، شن مسلحون من داخل الحدود اليمنية هجوماً بقذائف الهاون على قوات حرس الحدود في منطقة نجران، وقتل في الهجوم جندي سعودي وأصيب 2 آخرين. وفي اشتباكات متقطعة وقذائف هاون متساقطة بين الحين والآخر قتل جندي سعودي من حرس الحدود في 30 أبريل  وفي وقت لاحق من نفس اليوم، قتل 3 جنود، مما رفع عدد القتلى من الجنود إلى 14 جندياً. وقتل 3 أشخاص في نجران بحسب وزارة الداخلية السعودية في 5 مايو بقذائف موتور من الحدود اليمنية، ولم يُوضح إذا كانوا مدنيين أم عسكريين. وفي اليوم التالي قتل 7 سعوديين على الأقل في هجومين منفصلين في مدينة نجران ومنطقة جازان، ليصل بذلك إجمالي عدد القتلى المدنيين السعوديين إلى 10 على الأقل. ولم يعلن الحوثيون مسؤوليتهم عن الهجمات.
- في 7 مايو، قال الحوثيين إنهم أسقطوا طائرة هليكوبتر أباتشي.[61][62][63][64] وأكدت السعودية سقوط الطائرة إلا أنها قالت إن ذلك يعود لخلل فني أصابها.[65]
- في 8 مايو أعلنت السعودية بدء مرحلة جديدة في صعدة وجبال مران تهدف إلى حماية المواطن السعودي والمدن السعودية، وألقت الطائرات السعودية منشورات في صعدة تطلب من السكان الخروج منها قبل السابعة من مساء اليوم الجمعة، وأن صعدة ستكون هدفاً عسكرياً.[66]

## الوضع الإنساني
وصفت اللجنة الدولية للصليب الأحمر في 22 أبريل الوضع في اليمن بأنه «كارثي» ويتدهور يوما بعد آخر، حيث تعاني العاصمة صنعاء من انقطاع التيار الكهربائي وشح في ماء الشرب، وتحدث مدير العمليات في الشرق الأوسط في اللجنة الدولية للصليب الأحمر الدولي، روبرت مارديني، الذي عاد توا من اليمن، عن رؤيته لعشرات الجثث في شوارع عدن، وقال إن ما معدله نحو خمسين قتيلا كانوا يسقطون كل يوم منذ بدء العملية الحربية في اليمن أواخر شهر مارس.
في 19 يونيو حذرت الأمم المتحدة من أزمة إنسانية في اليمن مع استمرار القتال وعدم توصل الأطراف إلى هدنة إنسانية تسمح لقوافل المساعدات الإنسانية بدخول البلاد، وقالت المنظمة إنها بحاجة إلى 1.6 مليار دولار كمساعدات لليمن خلال العام الحالي. وأطلق نائب أمين الشؤون الإنسانية في الأمم المتحدة ستيفن أوبراين نداء استغاثة لتقديم العون للشعب اليمني. وقال أوبراين «الشعب في كافة أرجاء اليمن يكافح للحصول على الطعام كما أن الخدمات الأساسية تنهار في العديد من المناطق.» ولم يتم حتى الآن تقديم سوى 200 مليون دولار من المبالغ التي تعهد المجتمع الدولي بتقديمها في السابق، ولم تقدم السعودية المبلغ الذي تعهد به الملك سلمان وهو 540 مليون دولار، ما يعادل 3 مليار ريال سعودي.

## طالع أيضًا
- انقلاب اليمن 2014
- الأزمة اليمنية (2011 إلى الوقت الحاضر)